# Holtheme
Holtheme est un hameau dans la commune néerlandaise de Hardenberg, dans la province d'Overijssel. Le 1er janvier 2006, Holtheme et De Haandrik comptaient ensemble 182 habitants.